# Куртс, Юрген
Юрген Куртс (нем. Jürgen Kurths; род. 11 марта 1953 года, Арендзе, Германия) — немецкий физик и математик, руководитель направления междисциплинарных исследований в Потсдамском институте исследования климатических изменений и их последствий. Профессор Куртс также заведует кафедрой нелинейной динамики в Институте физики Гумбольтовского университета в Берлине и является почётным профессором кафедры сложных биологических систем в Институте сложных систем и математической биологии в Королевском колледже Абердинского университета в Великобритании. Научные интересы Юргена Куртса посвящены физике нелинейных процессов и анализу сложных систем, включая приложения методов нелинейного анализа к решению актуальных проблем в науках о Земле, физиологии, системной биологии и технологиях.

## Биография
Юрген Куртс окончил математический факультет в Ростокском университете и защитил кандидатскую диссертацию в 1983 году в Академии наук ГДР. В 1991 году защитил докторскую диссертацию по теоретической физике в Ростокском университете. В 1991 году он победил в конкурсе учёных Восточной Германии на получение гранта для создания новой исследовательской группы, конкурс проводился Обществом Макса Планка. Созданная им группа получила всемирную известность своими результатами по нелинейной динамике. В 1994 году он стал профессором теоретической физики и нелинейной динамики в Потсдамском университете. В период 1996—1999 работал деканом физико-математического факультета. В 1994 году он создал междисциплинарный Центр динамики сложных систем и руководил центром до 2008 года. Он также основал колледж имени Лейбница в Потсдаме. В 2008 году его пригласили организовать направление междисциплинарных подходов и методов в Потсдамском институте исследования климатических изменений и их последствий и применить подходы теории сложных систем для изучения климата Земли. С 2008 года — профессор нелинейной динамики в Институте физики Гумбольтовского университета в Берлине, а также почётный профессор кафедры сложных биологических систем в Институте сложных систем и математической биологии в Королевском колледже Абердинского университета в Великобритании.

## Научные интересы и достижения
Научные интересы Юргена Куртса в 80-е годы были посвящены анализу данных солнечной и звездной активности. Впоследствии его работа, главным образом, была посвящена теории хаоса и нелинейным процессам в сложных системах. В мировой науке Юрген Куртс стал известным благодаря его вкладу в теорию синхронизации, когерентного резонанса, методы рекурентного анализа временных рядов, анализ сложных сетей их структуры, динамики и устойчивости. В дальнейшем его научные интересы распространились на прикладные задачи и охватывали достаточно широкий круг проблем включающих исследования климата Земли, человеческого мозга, сердца и других систем, которые характеризуются высокой степенью сложности и нелинейности.
Юрген Куртс создал большую международную сеть научного сотрудничества. Он сочетает научную деятельность с научно-педагогической работой. По его руководством защитили диссертации более 60 аспирантов из более чем 20 стран мира, 30 из которых на данный момент занимают ведущие научные позиции в различных странах. Он опубликовал более 500 научных статей и 8 книг. В настоящее время он является одним из редакторов в более чем 10 различных научных журналов, среди которых: CHAOS, Philosoph.Trans. Royal Soc. A, PLoS ONE, Europ. J. Physics ST, J. Nonlinear Science and Nonlinear Processes in Geophysics and of the Springer Series Complexity.

## Международная научная деятельность
Юрген Куртс неоднократно занимал лидирующие позиции в различных международных научных сообществах, включая президентство в Европейском Геофизическом Союзе в области нелинейных процессов в геофизике (2000—2005). Его усилия, направленные на продвижение идеи международного сотрудничества привели его к организации нескольких больших проектов, которые финансировались фондами Европейского союза и Германским фондом исследований (DFG). С 2011 года он является спикером международной программы подготовки молодых ученых в области теории сложных сетей, совместный проект Германии и Бразилии (DFG and Brazil).

## Звания и награды
Юрген Куртс избран членом Американского физического общества (1999). Он получил награду Александра фон Гумбольдта за его научные исследования от CSIR (Индия) в 2005. В 2010 году он стал членом Европейской академии наук, в 2012 — Македонской академии наук и искусств, в 2008 году стал почётным профессором Нижегородского университета и Саратовского государственного университета. Он также почётный профессор Потсдамского университета и приглашённый профессор в Юго-Восточном университете города Найджин. Он был награждён медалью Л. Ф. Ричардсона Европейским союзом наук о Земле в 2013 году.

## Избранные публикации
1. J. Kurths, A. Voss, P. Saparin, Quantitative Analysis of Heart Rate Variability, CHAOS 5, 88-94 (1995)
2. M.G. Rosenblum, A.S. Pikovsky and J. Kurths, Phase Synchronization of Chaotic Oscillators, Phys. Rev. Lett. 76, 1804—1807 (1996)
3. A.S. Pikovsky and J. Kurths, Coherence Resonance in a Noise-Driven Excitable System, Phys. Rev. Lett. 78, 775—778 (1997)
4. C. Schäfer, M.G. Rosenblum, J. Kurths and H. Abel, Heartbeat synchronized with ventilation, NATURE 392, 239—240 (1998)
5. A. Pikovsky, M. Rosenblum and J. Kurths, Synchronization: A Universal Concept in Nonlinear Sciences (Cambridge University Press, 2001)
6. S. Boccaletti, J. Kurths, G. Osipov, D. Valladares and C. Zhou, The Synchronization of Chaotic Systems, Phys. Rep. 366, 1-101 (2002)
7. C.S. Zhou, A.E. Motter and J. Kurths, Universality in the Synchronization of Weighted Random Networks, Phys. Rev. Lett. 96, 034101 (2006)
8. N. Marwan, M. Romano, M. Thiel and J. Kurths, Recurrence Plots for the Analysis of Complex Systems, Phys. Rep. 438, 240—329 (2007)
9. P. van Leeuwen, D. Geue, M. Thiel, D. Cysarz, S. lange, M. Romano, N. Wessel, J. Kurths and D. Grönemeier, Influence of paced maternal breathing on fetal-maternal heart rate coordination, Proc. Nat. Acad. Sc. U.S.A. 106, 13661-13666 (2009) (incl. a commentary about)
10. J. Donges, N. Marwan, Y. Zou and J. Kurths, The backbone of the climate network, Europhys. Lett. 87, 48007 (2009).
11. Ye Wu, Changsong Zhou, Jinghua Xiao, Jürgen Kurths, and Hans Joachim Schellnhuber. , PNAS 2010 107 (44) 18803-18808 (2010)
12. Menck, P.J., Heitzig, J., Marwan, N., Kurths, J.: How basin stability complements the linear-stability paradigm, Nature Physics 9, 89-92 (2013).